# Liste over danske kommuners slogans
Liste over danske kommuners slogans indeholder en liste over slogans og brandingstrategier for danske kommuner.
| Kommune                   | Slogan                                                               |
| ------------------------- | -------------------------------------------------------------------- |
| Albertslund Kommune       | "Den bæredygtige by for børnene, det grønne og fællesskaber"         |
| Allerød Kommune           | "Tæt på hinanden, tæt på naturen"                                    |
| Assens Kommune            | "Vilje til vækst"                                                    |
| Ballerup Kommune          | "Vi satser på mennesker"                                             |
| Billund Kommune           | "Børnenes hovedstad"                                                 |
| Brønderslev Kommune       | "Det bedste sted at leve nord for Limfjorden"                        |
| Egedal Kommune            | "Hverdag og fællesskab i bevægelse"                                  |
| Esbjerg Kommune           | "Energimetropol Esbjerg"                                             |
| Fanø Kommune              | "Kvalitet i livet – hele livet"                                      |
| Fredensborg Kommune       | "Én kommune – fem unikke steder"                                     |
| Frederiksberg Kommune     | "Hovedstadens grønne hjerte"                                         |
| Frederikssund Kommune     | "Gode forbindelser"                                                  |
| Furesø Kommune            | "Vi skaber løsninger sammen"                                         |
| Faaborg-Midtfyn Kommune   | "Sammen skaber vi det bedste sted at bo"                             |
| Gentofte Kommune          | "Et godt sted at bo, leve og arbejde"                                |
| Glostrup Kommune          | "En sund by i bevægelse"                                             |
| Haderslev Kommune         | "Aktive med hjerte og vilje"                                         |
| Halsnæs Kommune           | "Halsnæs – rå og autentisk. Her er ikke for fint, og det føles ægte" |
| Haslev Kommune            | "Byen i det grønne"                                                  |
| Hedensted Kommune         | "For alle, der vil"                                                  |
| Helsingør Kommune         | "Et levende sted"                                                    |
| Herlev Kommune            | "Sammen skaber vi et stærkere Herlev"                                |
| Herning Kommune           | "Her er alle muligheder åbne"                                        |
| Holbæk Kommune            | "Nordvestsjællands kraftcenter"                                      |
| Holstebro Kommune         | "Kulturen til forskel"                                               |
| Høje-Taastrup Kommune     | "Tæt på det hele!"                                                   |
| Hørsholm Kommune          | "Her ser vi dig"                                                     |
| Ikast-Brande Kommune      | "Danmarks Grønne Erhvervskommune"                                    |
| Ishøj Kommune             | "For alle"                                                           |
| Jammerbugt Kommune        | "Landet mellem hav og fjord"                                         |
| Kalundborg Kommune        | "Ud til vandet, midt i landet"                                       |
| Kolding Kommune           | "Vi designer livet"                                                  |
| Københavns kommune        | ”Ren kærlighed til Kbh”                                              |
| Langeland Kommune         | "Vores ø"                                                            |
| Lejre Kommune             | "Vores Sted"                                                         |
| Lemvig Kommune            | "Bakker og bølgers land"                                             |
| Middelfart Kommune        | "Den grønne vækstkommune"                                            |
| Morsø Kommune             | "Ø-rige oplevelser. Kom til Mors"                                    |
| Nordfyn Kommune           | "Nordfyn: fri, luft, liv"                                            |
| Nyborg Kommune            | "Midtpunkt for gode oplevelser"                                      |
| Næstved Kommune           | "Mærk Næstved"                                                       |
| Odder Kommune             | "Det er da ret ok"                                                   |
| Odense Kommune            | "At lege er at leve"                                                 |
| Odsherred Kommune         | "Tid til livet"                                                      |
| Randers Kommune           | "Hvor å bliver til hav, hvor det ferske bliver salt!"                |
| Rebild Kommune            | "Et sundt liv i en sund kommune"                                     |
| Ringkøbing-Skjern Kommune | "Naturens rige"                                                      |
| Ringsted Kommune          | "Midt i mulighederne"                                                |
| Roskilde Kommune          | "Alle Tiders Roskilde"                                               |
| Silkeborg Kommune         | "Byen ved søerne" & "Grønt og blåt til lyst"                         |
| Skanderborg Kommune       | ”Danmarks smukkeste by”                                              |
| Skive Kommune             | "Det er rent liv"                                                    |
| Slagelse Kommune          | "Mere service, mindre myndighed"                                     |
| Solrød Kommune            | "Det bedste sted at leve og bo"                                      |
| Stevns Kommune            | "Du kommer igen!"                                                    |
| Struer Kommune            | "Struer – Lydens by"                                                 |
| Syddjurs Kommune          | "Vi gør det – sammen"                                                |
| Sønderborg Kommune        | "Udsigt i verdensklasse"                                             |
| Thisted Kommune           | "Danmarks førende klimakommune"                                      |
| Tønder Kommune            | "Rig på tur"                                                         |
| Tårnby Kommune            | "Mulighedernes kommune"                                              |
| Varde Kommune             | "Vi i naturen"                                                       |
| Vejle Kommune             | "Vejle med vilje"                                                    |
| Vesthimmerlands Kommune   | "Lyst til at gøre en forskel"                                        |
| Viborg Kommune            | "Glæd dig"                                                           |
| Ærø Kommune               | "Alt er vand ved siden af Ærø"                                       |
| Aabenraa Kommune          | "Vi har vilje til virksomhed"                                        |
| Aalborg Kommune           | "Vild med verden"                                                    |
| Aarhus Kommune            | "Smilets by"                                                         |
|                           |                                                                      |

Hvor intet andet er angivet er kilden artiklen "En rigtig kommune skal da have et slogan"